# Centre pénitentiaire d'Ila
Le Centre pénitentiaire d'Ila est une prison de haute sécurité d'Ila, dans la municipalité de Bærum, dans le comté d'Akershus, à l'extérieur de la capitale, Oslo, en Norvège. Il abrite généralement les criminels les plus dangereux de Norvège, qui sont reconnus coupables de crimes violents et sexuels.